# Coudeville-sur-Mer
Coudeville-sur-Mer är en kommun i departementet Manche i regionen Normandie i norra Frankrike. Kommunen ligger i kantonen Bréhal som tillhör arrondissementet Coutances. År 2022 hade Coudeville-sur-Mer 873 invånare.

## Befolkningsutveckling
Antalet invånare i kommunen Coudeville-sur-Mer
| Referens: INSEE |